# Joseph Höchl

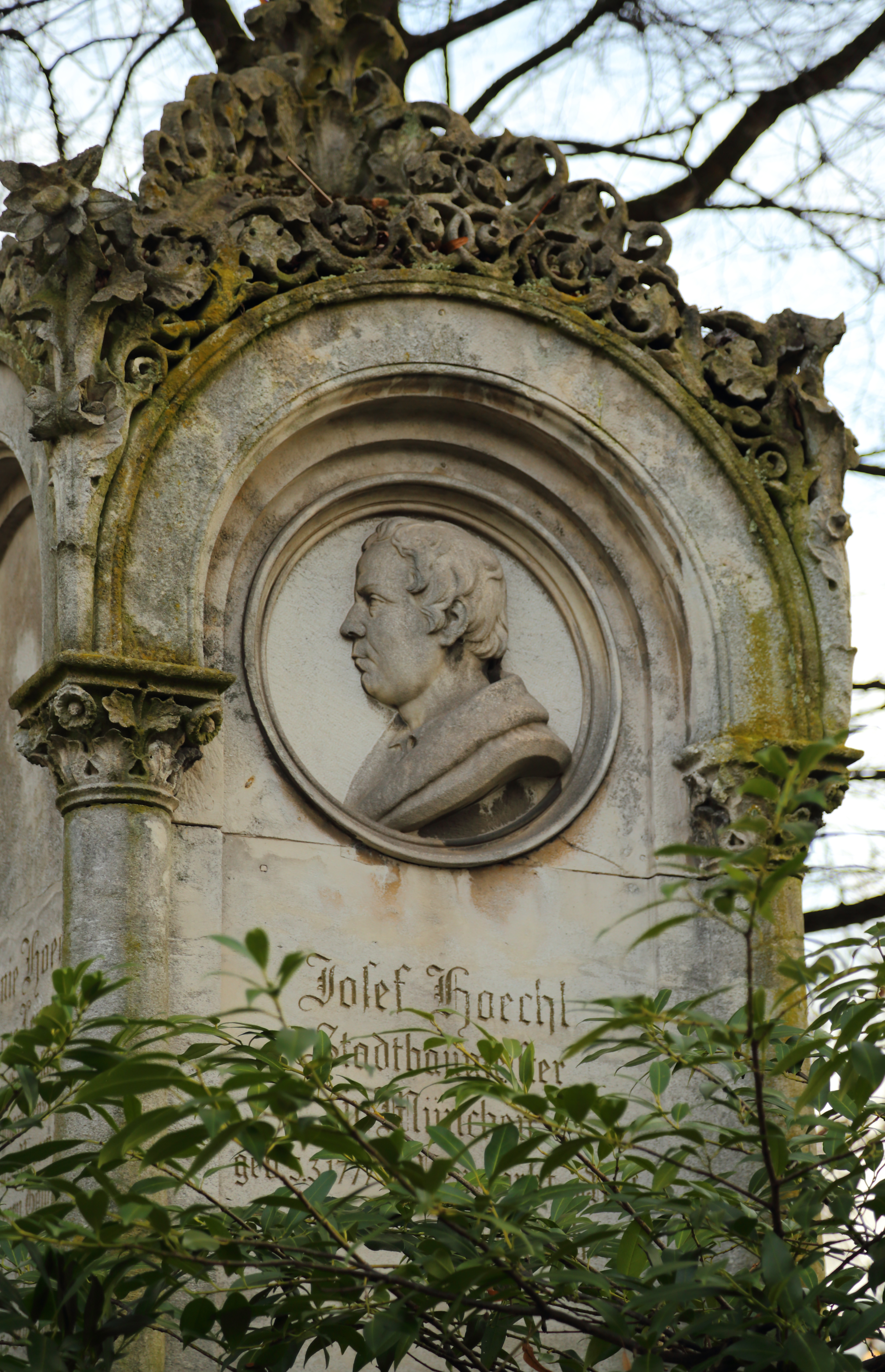
Grab von Josef Höchl auf dem Alten Südlichen Friedhof in München

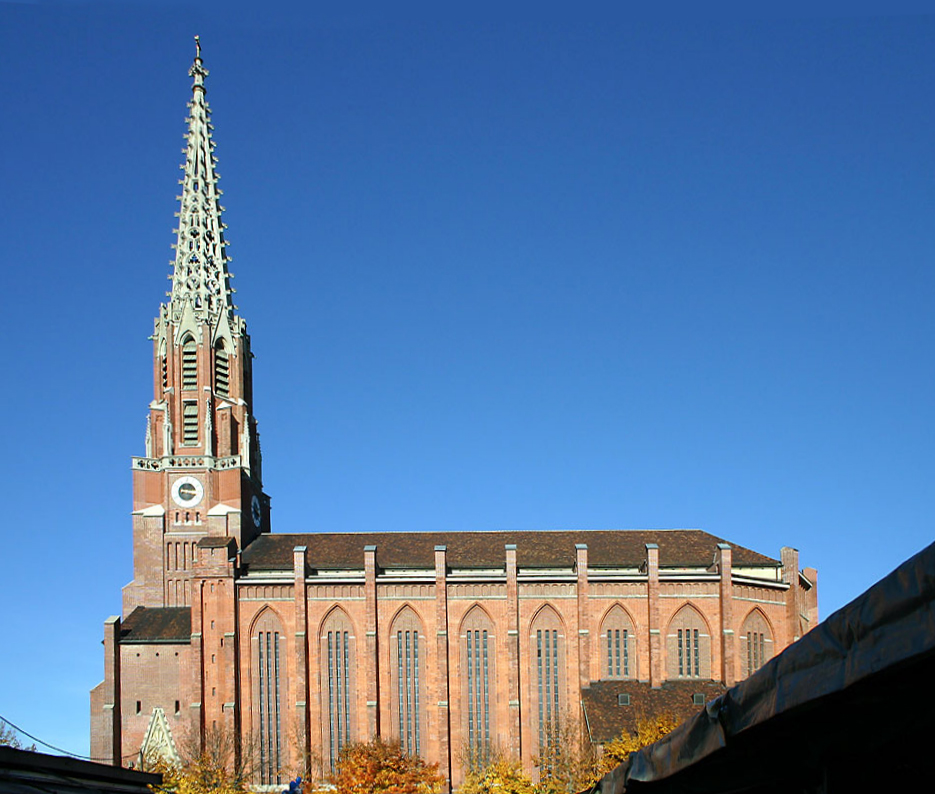
Die von Höchls Baugeschäft erbaute Mariahilfkirche in der Münchner Au

Joseph Höchl (* 6. März 1777 in Neumarkt-Sankt Veit; † 6. Januar 1838 in München) war ein bayerischer Baumeister und Ziegeleibesitzer.

## Biografie
Joseph Höchl war der Sohn des Maurers Martin Höchl aus Neumarkt bei Mühldorf am Inn.

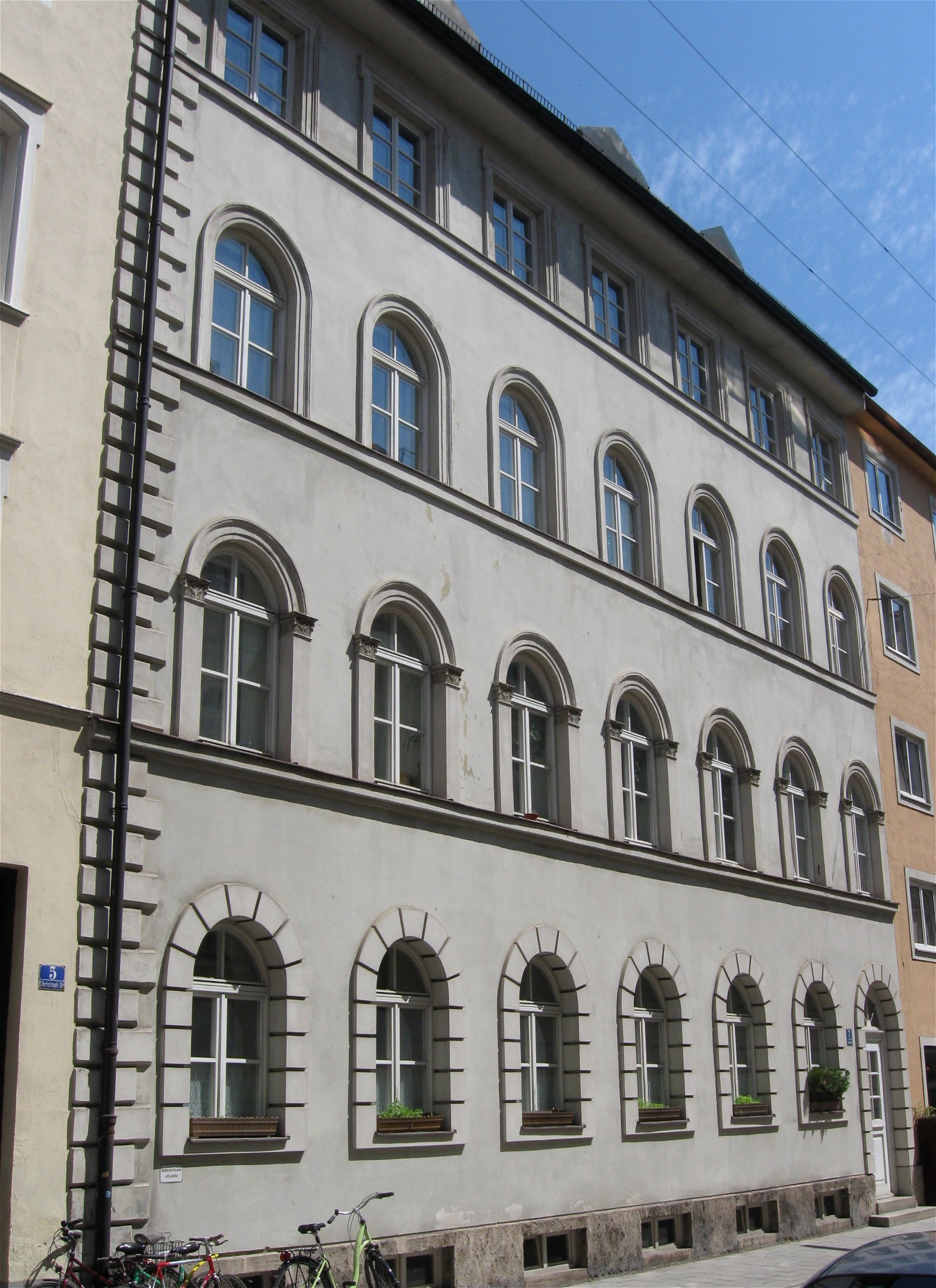
Das von Höchl erbaute Wohnhaus Christophstraße 7, München

Im Alter von 20 Jahren kam er als Maurergeselle nach München und arbeitete bei dem Baumeister Schedl, später beim bürgerlichen Stadtmaurermeister Matthias Widmann (1749–1825) als Parlier (Polier). Er ehelichte Therese Trisberger (1775–1806), die Stieftochter seines Chefs. Dadurch erlangte er die Meistergerechtsamkeit und 1804 auch das Münchner Bürgerrecht.
Nach dem frühen Tod seiner ersten Frau heiratete Joseph Höchl 1807 Josepha Widmann (1786–1877), die Tochter seines Meisters. Mit ihr erwarb er 1808 von dem Finanzbeamten Hubertus von Steiner die ehemals kurfürstliche Ziegelei, Am Priel, in Bogenhausen, mit großen Lehmvorkommen und bald darauf noch eine zweite Ziegelei in der Nähe. Die Ankäufe bildeten die Grundlage des Aufstiegs zum bedeutendsten Münchner Ziegelsteinfabrikanten und Baumeister seiner Zeitepoche, der insbesondere bei der Entstehung der Schönfeld- und Maxvorstadt mitwirkte. Im Jahr 1831 beschäftigte er 16 Poliere und 234 Gesellen und war damit der größte Bauunternehmer Münchens.
Joseph Höchl bewohnte ein repräsentatives Haus, am Rosental 15, in der Münchener Innenstadt, ebenso ein Landhaus in St. Emmeram (heute München-Oberföhring), Spervogelstraße 12. Auf der ehemaligen kurfürstlichen Ziegelei in Bogenhausen ließ sich der Unternehmer eine Villa errichten, die später von seinem Sohn Anton Höchl umgebaut wurde, das sogenannte Höchl-Schlössl.
Viele seiner Bauten wurden im Zweiten Weltkrieg zerstört. Bei der von ihm erbauten Mariahilfkirche (München) steht nur noch der originale Turm. Die von Höchl eigenständig als Wohnhäuser errichteten Gebäude Karlstraße 21 (heutiges Finanzamt) und Christophstraße 7 stellen typische Beispiele seiner Zweckbauten dar.

Das von Joseph Höchl erbaute Kloster der Barmherzigen Schwestern, München, vor der Zerstörung

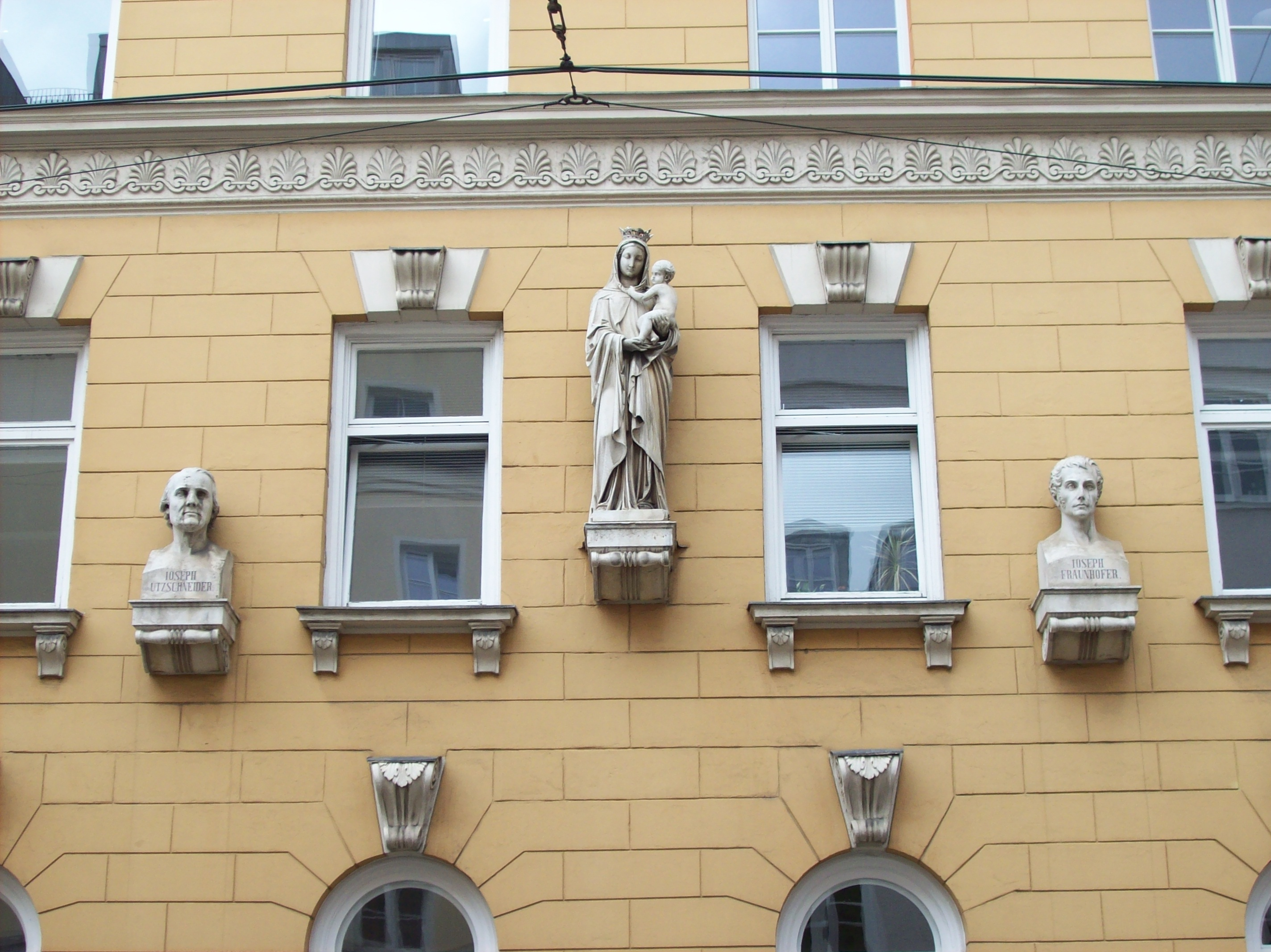
Optisches Institut in der Münchner Müllerstraße, von Höchl errichtet

Eines seiner letzten Projekte war das ehemalige Münchner Mutterhaus (mit eingebauter Kirche), der Barmherzigen Schwestern, Nußbaumstraße 5. Auch dieses von Friedrich von Gärtner entworfene und von Joseph Höchl erbaute Klostergebäude wurde im Zweiten Weltkrieg schwer beschädigt und nur vereinfacht wieder aufgebaut. Das Projekt war mit großen finanziellen Schwierigkeiten verbunden und wurde von König Ludwig I.  nachhaltig gefördert. Höchl, ein gläubiger Katholik, hatte dabei seine Rechnungen sehr kulant gehalten und damit den Bau des Klosters wesentlich erleichtert. In diesem Zusammenhang verlieh ihm der König mit Datum vom 18. Dezember 1837 das silberne Civil-Verdienst-Ehrenzeichen Im Verleihungsdekret heißt es:  „...in Anerkennung des seit einer Reihe von Jahren bei mehreren Veranlassungen bewiesenen Wohltätigkeits- und edlen Bürgersinnes und namentlich der bei dem Baue des Mutterhauses der barmherzigen Schwestern an dem städtischen Krankenhause dahier erworbenen Verdienste und bei letzterem gebrachten Opfer...“.
Schon wenige Wochen später verstarb Höchl, „nach Empfang der Sterbesakramente und kurzem Krankenlager“, wie es in der Todesanzeige heißt.
Nach Joseph Höchl ist die Höchlstraße im Münchner Stadtteil Bogenhausen benannt.

## Grabstätte
Die Grabstätte von Höchl befindet sich auf dem Alten Südlichen Friedhof in München (Gräberfeld 2 – Reihe 7 – Platz 1/2) Standort.

## Nachkommen
Joseph Höchls Sohn Anton Höchl (1818–1897) übernahm den väterlichen Bau- und Ziegeleibetrieb, betätigte sich jedoch überwiegend als Maler.